# تنظيف بالحمض

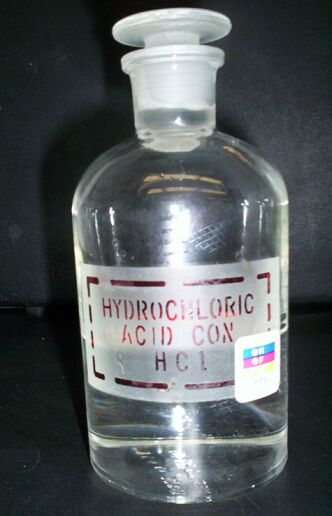

التنظيف بالحمض  (أو التخليل ) هي عملية معالجة حمضية لسطوح بعض الفلزات من أجل تنظيفها من الشوائب أو البقع أو الصدأ، وخاصة للفلزات مثل الحديد والنحاس والألومنيوم بالإضافة إلى الفلزات النفيسة. يسمّى المحلول المستخدم في عملية التنظيف باسم محلول التنظيف (أو محلول التخليل)، وهو يحوي أحماض قوية، وتتم العملية في حوض يسمى حمام التنظيف. يستخدم عادة أحماض معدنية مركزة من حمض هيدروكلوريك أو حمض الكبريتيك أو حمض النتريك وأحياناً حمض الفوسفوريك.
تستخدم العملية على نطاق واسع في إنتاج الفولاذ.

## المساوئ
التنظيف بالأحماض له حدود حيث أنه من الصعب التعامل معه بسبب تآكله، ولا ينطبق على جميع أنواع الفولاذ. يصبح التقصف الهيدروجيني مشكلة بالنسبة لبعض السبائك والفولاذ عالي الكربون. يتفاعل الهيدروجين الموجود في الحمض مع السطح ويجعله هشًا، مما يسبب الشقوق. بسبب تفاعله العالي مع الفولاذ القابل للمعالجة، يجب أن تظل تركيزات الأحماض ودرجات حرارة المحلول تحت السيطرة لضمان معدلات التخليل المطلوبة.

### منتجات النفايات
مياه مجاري التخليل هي مخلفات التخليل وتشمل مياه الشطف الحمضية، وكلوريدات الحديد، والأملاح المعدنية وحمض النفايات. تعتبر السوائل المخللة المستهلكة من النفايات الخطرة من قبل وكالة حماية البيئة. عادةً ما يتم تحييد مياه المجاري المخللة الناتجة عن عمليات الصلب باستخدام الجير ويتم التخلص منها في مكب النفايات نظرًا لأن وكالة حماية البيئة لم تعد تعتبرها نفايات خطرة بعد تحييدها. تعمل عملية معادلة الجير على رفع الرقم الهيدروجيني للحمض المستهلك. تخضع مادة النفايات لتحديد النفايات لضمان عدم وجود نفايات مميزة أو مدرجة. منذ الستينيات غالبًا ما تتم معالجة مياه مجاري تخليل الهيدروكلوريك في نظام تجديد حمض الهيدروكلوريك، والذي يستعيد بعضًا من حمض الهيدروكلوريك وأكسيد الحديديك. ولا يزال يتعين تحييد الباقي والتخلص منه في مدافن النفايات أو إدارته كنفايات خطرة بناءً على تحليل ملف تعريف النفايات. يمكن تسويق المنتجات الثانوية لتخليل حمض النيتريك في صناعات أخرى مثل معالجات الأسمدة.

## البدائل
يعد السطح النظيف الأملس (SCS) والسطح المخلل الصديق للبيئة (EPS) من البدائل الأحدث. في عملية SCS، تتم إزالة أكسدة السطح باستخدام مادة كاشطة هندسية وتترك العملية السطح مقاومًا للأكسدة اللاحقة دون الحاجة إلى طبقة زيتية أو أي طلاء واقي آخر. EPS هو بديل مباشر أكثر للتخليل الحمضي. يعتمد التخليل الحمضي على التفاعلات الكيميائية بينما يستخدم EPS الوسائل الميكانيكية. تعتبر عملية EPS "صديقة للبيئة" مقارنة بالتخليل الحمضي وتضفي على الفولاذ الكربوني درجة عالية من مقاومة الصدأ، مما يلغي الحاجة إلى تطبيق الطلاء الزيتي الذي يعمل كحاجز أمام أكسدة الفولاذ الكربوني المخلل الحمضي.
تشمل الطرق البديلة أيضًا التنظيف الميكانيكي مثل السفع الكاشطة والطحن وتنظيف الأسلاك والتنظيف المائي والتنظيف بالليزر. هذه الطرق عمومًا لا توفر سطحًا نظيفًا مثل التخليل.

## اقرأ أيضاً
- إنتاج الفولاذ
- مزيل ترسبات